# The Trail of the Lonesome Pine (1916)
The Trail of the Lonesome Pine is een Amerikaanse dramafilm uit 1916 onder regie van Cecil B. DeMille. De film werd destijds uitgebracht onder de titel Het eenzame pad.

## Verhaal
De agent Jack Hale gaat illegale drankstokers opsporen in de bergen van Virginia. Hij wordt er verliefd op June Tolliver, de dochter van een familie drankstokers. De vader van June brengt Jack in de problemen.

## Rolverdeling
| Acteur           | Personage     |
| ---------------- | ------------- |
| Charlotte Walker | June Tolliver |
| Thomas Meighan   | Jack Hale     |
| Earle Foxe       | Dave Tolliver |
| Theodore Roberts | Judd Tolliver |
| Milton Brown     | Familielid    |
| Hosea Steelman   | Familielid    |